# هارولد ردمن
هارولد ردمن (انگلیسی: Harold Redman؛ ۲۵ اوت ۱۸۹۹ – ۱۹۸۶) فرد نظامی اهل بریتانیا بود. وی همچنین برندهٔ جوایزی همچون نشان حمام و نشان امپراتوری بریتانیا شده‌است.